# Michail Pokrovskij
Michail Nikolajevitj Pokrovskij (ryska: Михаил Николаевич Покровский), född 29 augusti 1868 i Moskva, död 10 april 1932, var en rysk historiker.
Pokrovskij anslöt sig redan 1905 till bolsjevismen och vistades från 1908 till 1917 utanför Ryssland. År 1917 var han delegerad vid fredsförhandlingarna i Brest-Litovsk. Han blev 1918 folkkommissarie för undervisningen, 1921 chef för statsarkivet i Moskva.
Hans historiska författarskap präglas av den marxistiska historiesynen och en mot tsarismen starkt antipati. I hans huvudverk Rysslands historia sedan äldsta tider (1924) framställs handelskapitalet som den drivande kraften i den historiska utvecklingen.